# Platon Alexandrowitsch Subow

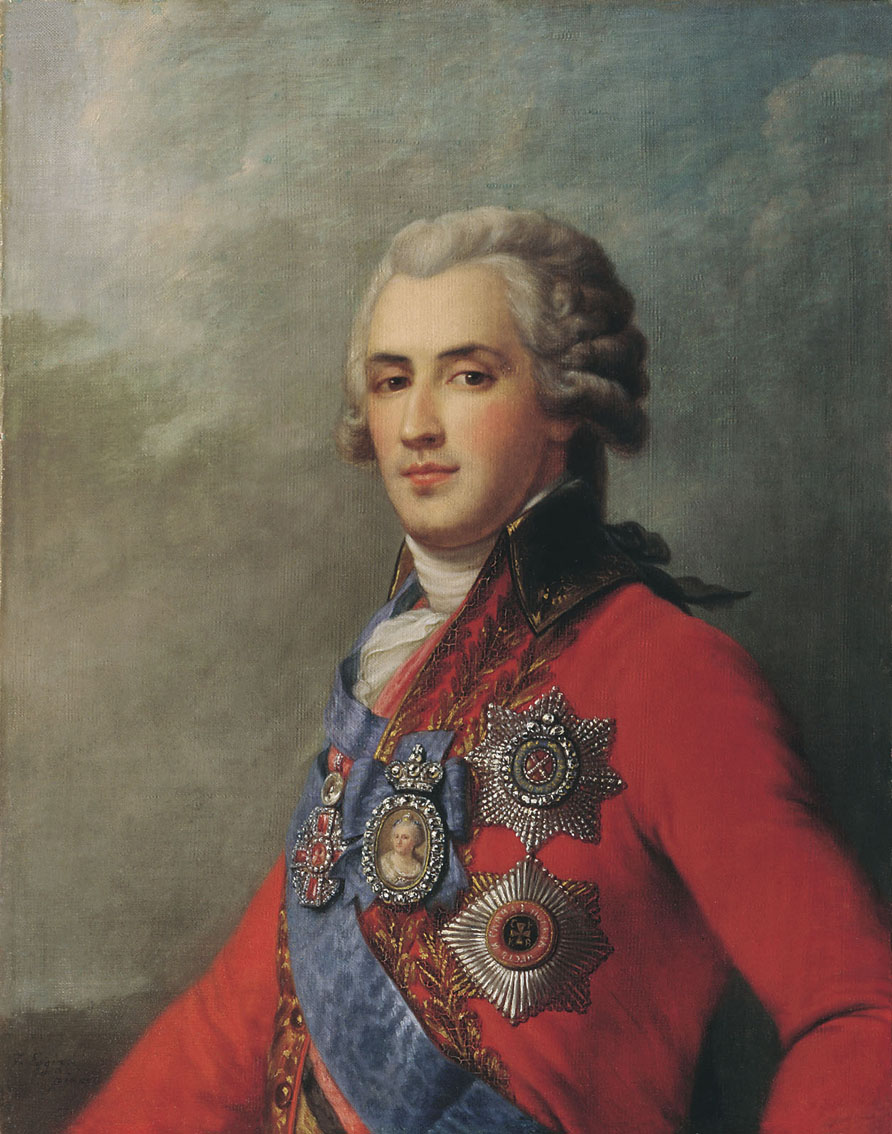
Platon Alexandrowitsch Subow, Porträt von Johann Lebrecht Eggink

Platon Alexandrowitsch Subow (russisch Платон Александрович Зубов; * 4. Novemberjul. / 15. November 1767greg.; † 26. Märzjul. / 7. April 1822greg. auf Schloss Ruhenthal in Kurland) war ein russischer Politiker.

## Leben
Er war Angehöriger des russischen Adelsgeschlechts Subow. Seine Eltern waren der russische Oberstleutnant und Vize-Provinz-Gouverneur Alexander Subow (1727–1795) und Elisaveta Wassiliewna Woronow (1742–1813). 
Als Leutnant der Reitergarde wurde er 1789 zum Favoriten der Zarin Katharina II. In dieser Zeit gehörte Nikolai Petrowitsch Resanow zu seinem Mitarbeiterstab. Die Gartenfassade des nach ihm benannten Subow-Flügels im Katharinenpark wurde von Giacomo Quarenghi klassizistisch umgestaltet. 
Subow avancierte in der Armee zum Oberst und wurde 1789 Flügeladjutant, dann Generalfeldzeugmeister, Generaladjutant und schließlich Chef der Chevaliergarde.
Er war Senator und Generalgouverneur von Jekaterinoslaw.
Ihm wurden große Ehrungen zuteil. So war Subow Ritter des Schwarzen Adlerordens und des Sankt Andreasordens. Gemeinsam mit seinem Vater und seinen Brüdern, den russischen Generalmajoren Valerian (1771–1804), Nikolai (1763–1805) und Dmitri (1764–1836) wurde er 1793 durch Kaiser Franz II. (HRR) in den Reichsgrafenstand erhoben. Mit den Brüdern wurde er 1795 auch in die estländischen und livländischen Adelsmatrikel aufgenommen. Ferner war Subow Ritter des Ordens des Heiligen Wladimir, des Alexander-Newski-Ordens, des Sankt Annenordens, des Ordens des Weißen Adlers, des Sankt-Stanislaus-Ordens und des Roten Adlerordens. Er besaß umfangreiche Ländereien, so auch die Parkanlagen von Žagarė und Raudonė im Gouvernement Litauen-Wilna.
Subow galt als ein Mann von niedriger moralischer Integrität und großem Ehrgeiz. Durch seine privilegierte Stellung am Hof der Zarin machte er seinen Einfluss innen- und außenpolitisch mehrfach zum eigenen Vorteil geltend. Er gehörte zu den Verschwörern um Peter Ludwig von der Pahlen und war unmittelbar und maßgeblich am Mord an Paul I. 1801 beteiligt.
Er war mit Thekla Ignatiewna Valentinowitsch (1801–1873) vermählt und hatte mit ihr einen jung verstorbenen Sohn Alexander (1822–1824). Sie vermählte sich als Witwe in einer zweiten Ehe mit Graf Andrei Petrowitsch Schuwalow (1802–1883), russischer Oberhofmarschall und Ritter des Alexander-Newski-Ordens.

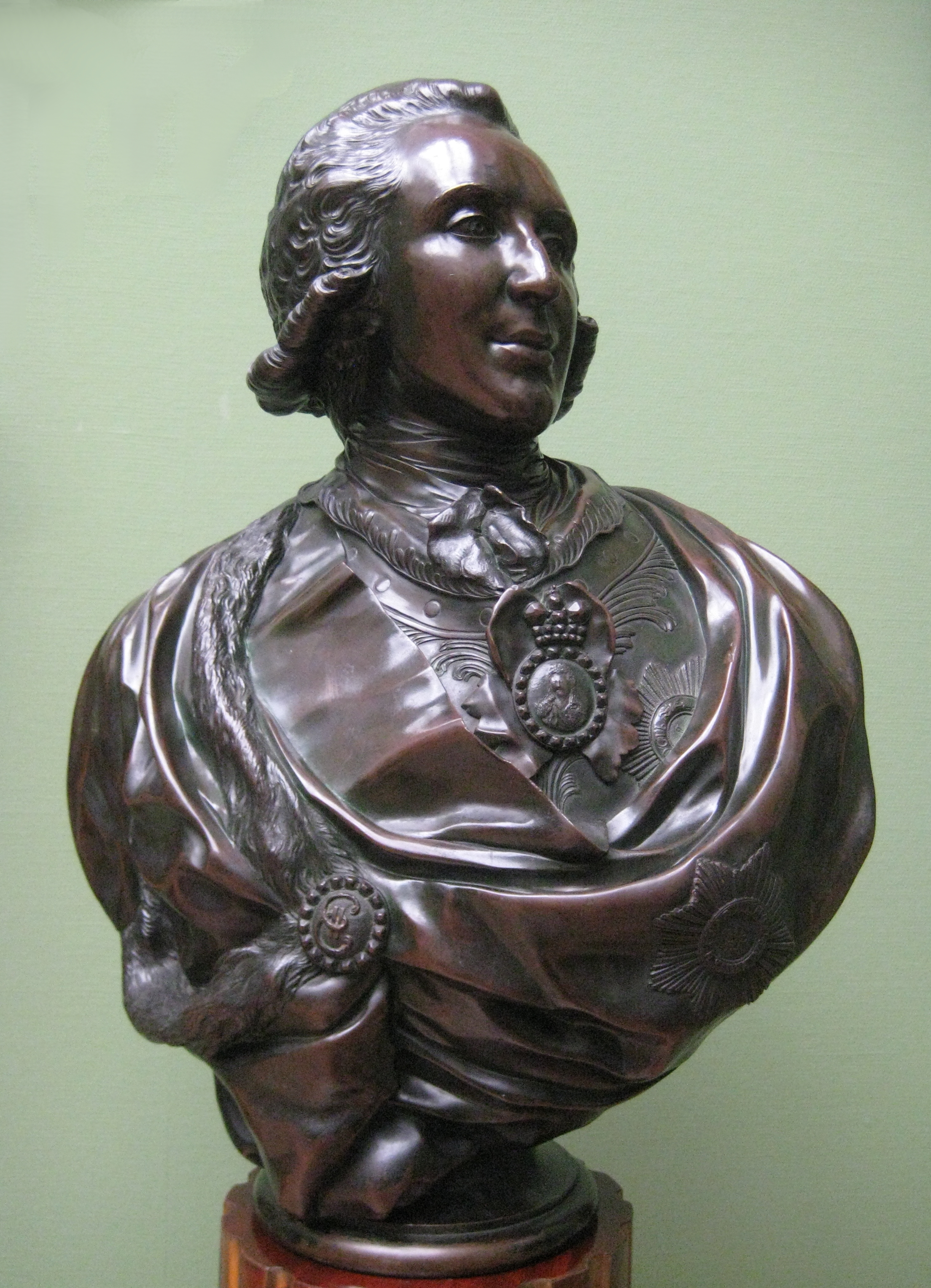
Subow-Büste von Fedot Iwanowitsch Schubin (1795)
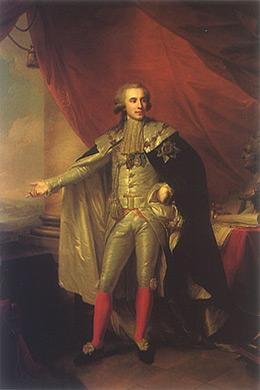
Subow-Porträt von Johann Baptist von Lampi (1796)
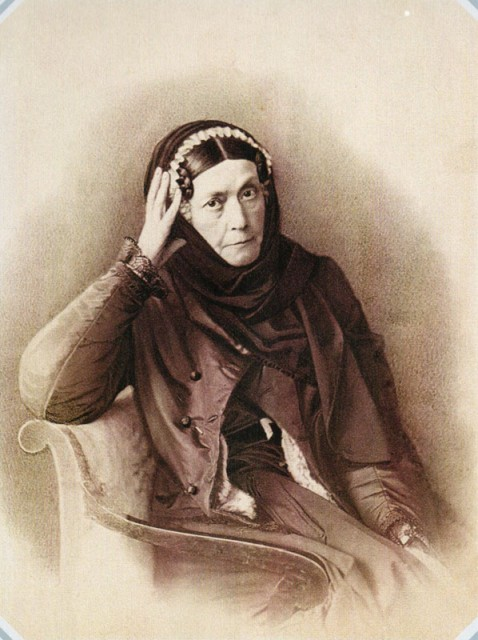
Porträt der Gattin, Thekla, wiedervermählte Schuwalow (um 1867)